# Angela Bianchini
Angela Bianchini (Roma, 21 aprile 1921 – Roma, 27 ottobre 2018) è stata una scrittrice, ispanista e traduttrice italiana.

## Biografia
Il padre Angelo Levi Bianchini, appartenente a un'importante famiglia della borghesia ebraica, era ufficiale di marina quando fu inviato in Palestina per conto del governo italiano per affiancare il generale inglese Edmund Allenby. Si distinse per i suoi tentativi di sedare conflitti tra le comunità in Palestina. Fu assassinato in circostanze poco chiare quando Angela ancora non era stata partorita.
Con l'entrata in vigore delle leggi razziali fasciste, Angela Bianchini si trovò a dover abbandonare l'Italia nel 1941, rifugiandosi negli Stati Uniti d'America. Qui poté intraprendere gli studi universitari che le erano stati vietati dal regime fascista. A Baltimora si iscrisse alla Johns Hopkins University avendo come professore Leo Spitzer che insegnava filologia romanza: vi si laureò e conseguì anche il dottorato. Nel 1955 rientrò definitivamente in Italia, cominciando quindi a collaborare con Il Mondo di Mario Pannunzio e inoltre scrivendo per programmi culturali della Rai. Fu a lungo critica di letteratura spagnola e latino-americana per La Stampa, concentrandosi in particolare sulla letteratura dell'esilio a seguito della guerra civile spagnola (fu lei ad esempio ad annunciare in "terza pagina" il conferimento del premio Nobel a Vicente Aleixandre nel 1977).
Il suo debutto nella narrativa risale al 1962 con la raccolta di racconti Lungo equinozio, seguito da Le nostre distanze (1965). Pubblicò poi vari romanzi, tra cui La ragazza in nero (1989), Capo d'Europa (1991), Le labbra tue sincere (1995), Un amore sconveniente (1999),  Nevada (2002), Gli oleandri (2006), e fu altresì autrice di una ragguardevole produzione saggistica, con i volumi Cent'anni di romanzo spagnolo 1868-1962 (1973), La luce a gas e il feuilleton: due invenzioni dell'Ottocento, (1988), Voce donna (1996), Alessandra e Lucrezia (2005), Amare è scrivere: tre scrittrici spagnole (2013).
Nel 1997 firmò il radiodramma Una crociera di sogno.

## Opere

### Narrativa
- Rose di macchia, Queriniana, Brescia 1926
- Lungo equinozio, Milano, Lerici, 1962
- Spiriti costretti, Firenze, Vallecchi, 1963 - Nuova ed. Torino, Nino Aragno, 2008 - Nuova ed. con il titolo Incontri, Roma, Studium, 2016
- Le nostre distanze, Milano, Mondadori, 1965 - Nuova ed. - Torino, Einaudi, 2001. ISBN 9788806160418
- La ragazza in nero, Milano, Camunia, 1990
- Capo d'Europa, Brescia, Camunia, 1991; poi Capo d'Europa e altre storie, prefazione di Giulio Cattaneo, Bompiani, Milano 1992; con postfazione di Angela M. Jeannet, Frassinelli, Milano! 1998
- Le labbra tue sincere, Milano, Frassinelli, 1995 - Nuova ed. - Milano, Mondadori, 2012. ISBN 9788804618881
- Una crociera di sogno (radiodramma), RAI-ERI, Roma 1997
- Un amore sconveniente, Milano, Frassinelli, 1999
- Nevada, Milano, Frassinelli, 2002
- Gli oleandri, Milano, Frassinelli, 2006

### Saggi
- Il romanzo d'appendice, Torino, ERI, 1966
- Cent'anni di romanzo spagnolo 1868-1962, Torino ERI, 1973
- Voce donna, Milano, Bompiani, 1979 - Nuova ed. - Milano, Frassinelli, 1996
- La luce a gas e il feuilleton: due invenzioni dell'Ottocento, Napoli, Liguori, 1988
- Le nostre distanze, introduzione di Enzo Golino, Einaudi, Torino 2001
- Alessandra e Lucrezia, Milano, Mondadori, 2005
- Spiriti costretti. Racconti biografici, Torino, Aragno, 2008
- I luoghi della memoria: tre interviste, Roma, Bulzoni, 2011
- Amare è scrivere: tre scrittrici spagnole, Firenze, Le Lettere, 2013. ISBN 9788860876416
- Incontri, Studium, Roma 2016

### Traduzioni
- Romanzi medievali d'amore e d'avventura, prefazione di Leo Spitzer; traduzione e note di Angela Bianchini, Casini, Roma 1957
- Carmen Laforet, Nada, Club degli editori, Milano 1967
- Juan Valera, Pepita Jimenez, A. Curcio, Roma 1978
- Chrétien de Troyes, Perceval il gallese; (anonimo): La ricerca del Santo Graal, traduzione \di entrambe le opere di Angela Bianchini, A. Vallardi, Milano 1994